# Rüschegg
Rüschegg é uma comuna da Suíça, no Cantão Berna, com cerca de 1.724 habitantes. Estende-se por uma área de 57,38 km², de densidade populacional de 30 hab/km². Confina com as seguintes comunas: Därstetten, Guggisberg, Oberwil im Simmental, Rüeggisberg, Rüti bei Riggisberg, Wahlern.
A língua oficial nesta comuna é o Alemão.